# 30 ROCK 시즌 3
미국 TV 코미디 시리즈 《30 ROCK》의 세 번째 시즌은 NBC에서 2008년 10월 30일부터 2009년 5월 14일까지 방송되었다. 모두 22개의 에피소드로 구성되었다. 《30 ROCK》은 NBC방송국 내에서 이루어지는 코미디쇼 프로그램 The Girlie Show with Tracy Jordan (TGS)의 제작진(방송사대표, 피디, 작가 등)과 기타 방송국 스태프, 그리고 코미디 쇼 프로그램 출연진들의 이야기로 구성된다. 주요 구조는 대표작가 리즈 레몬(티나 페이)와 방송사 부사장 잭 도나기(앨릭 볼드윈)을 중심으로 이루어진다.
시즌3에서는 오프라 윈프리, 스티브 마틴, 제니퍼 애니스턴, 존 리스고, 살마 아예크 등이 특별출연한다. 아예크는 6개 에피소드에 출연하여 잭 도나기가 연애이야기를 이어간다. 세계적인 패션 디자이너인 캘빈 클라인도 깜짝 출연한다.

## 에피소드 목록
| 회차 | 제목                                 | 미국방송일 | 내용 |
| ---- | ------------------------------------ | ---------- | --- |
| 1    | Do-Over                              | 2008.10.30 | 리즈 레몬은 나이는 들어가고 방송국 작가생활에 좌절하여 입양을 생각한다. 입양기관에서는 리즈의 자격을 조사하기 위해 베브(메건 멀렐리)를 파견한다. 방송국에 온 베브는 리즈의 동료들로부터 리즈에 대한 평가를 듣고 작업환경을 둘러보지만 절망적이다. 잭은 워싱턴 일자리를 그만두고 NBC로 돌아오지만주어진 일은 말단이다. 잭은 데번 뱅크스와 케시 가이스로부터 자신의 원래 일자리를 되찾기 위해 노력한다. 한편 트레이시와 제나의 감정은 점점 악화된다. |
| 2    | Believe in the Stars                 | 2008.11.6  | 배심원단 참여를 통보받은 리즈는 시카고로 가는 비행기에 오르고, 반쯤 술에 취한 상태에서 옆자리에 앉은 오프라 윈프리를 보고 흥분한다. 리즈는 윈프리의 도움으로 트레이시와 제나의 다툼을 해결하는 지혜를 전해 듣는다. 케네스는 잭 도나기가 NBC방송의 베이징 올림픽 시청률을 올리기 위해 말도 안되는 조작을 했다는 사실에 실망을 하게 된다. |
| 3    | The One with the Cast of Night Court | 2008.11.13 | 리즈의 옛 룸메이터 클레어 하퍼(제니퍼 애니스턴)가 시카고에서 방문한다. 클레어는 곧바로 잭 도나기의 스토커로 돌변한다. 리즈와 제나가 잭에게 미리 귀띔하지만 클레어의 육탄공세에 잭은 어쩔 줄을 몰라한다. 케네스는 NBC가 새로이 지급한 사환 유니폼이 마음에 들지 않는다. 트레이시는 케네스의 기분을 돌려놓기 위해 인기 드라마 야간법정의 출연배우를 불러 그만을 위한 드라마를 연출한다. |
| 4    | Gavin Volure                         | 2008.11.20 | 리즈는 잭의 친구인 괴짜 사업가 개빈 볼루어(스티브 마틴)의 호화 저택에 초대받는다. 개빈은 리즈에게 매료된다. 그런데 알고 보니 개빈은 사업은 망하고 조세포탈 혐의로 집에 연금된 상태였다. 잭은 케네스가 모아둔 돈을 개빈에게 투자했다가 다 날려버린다. 트레이시는 자신의 두 아들이 자신을 죽일 것이라는 망상에 빠진다. |
| 5    | Reunion                              | 2008.12.4  | 돈 가이스(립 톤)이 코마상태에서 깨어나서는 GE를 계속 자신이 운영하겠다고 발표하자 차기 회장을 꿈꾸던 잭은 크게 실망한다. 잭은 휴가에 맞춰 리즈의 고등학교 동창회에 같이 참석한다. 동창들은 리즈를 끔찍한 학생으로 기억하고 있고, 둘은 그 곳에서 색다른 경험을 하게 된다. |
| 6    | Christmas Special                    | 2008.12.11 | 크리스마스가 다가오자 리즈는 스태프들에게 깜짝 자선이벤트를 펼치자고 제안한다. 불우아동 돕기 사연응모를 하여 그 당첨자 가족에게 스태프들의 모금으로 선물을 전달하기로 한 것이다. 한편 잭의 모친 콜린이 찾아오자 잭의 크리스마스 휴가는 물거품이 된다. 이에 잭은 화풀이로 크리스마스 휴가동안 TGS 스태프에게 특집 쇼 프로그램을 준비하라고 명령한다. |
| 7    | Señor Macho Solo                     | 2009.1.9   | 리즈가 새로운 남자(피터 딘클레이지)에 빠진다. 잭은 트레이시에게 앤지와의 부부생활의 파경을 대비하여 특별 계약서 작성을 종용한다. 제나는 제니스 조플린 전기영화 오디션에 도전한다. 잭은 어머니를 간병하는 푸에토리코 출신의 간호사 엘리사(살마 아예크)와 사랑에 빠진다. |
| 8    | Flu Shot                             | 2009.1.15  | 방송국에 감기가 유행할 것으로 보이자 리즈는 의사를 찾아간다. 하지만 백신 부족으로 일부 사람에게만 예방접종할 것이라고 하자 리즈는 자신만 특별대우 받을 수 없다고 접종을 거부하며 스태프의 영웅이 된다. 잭은 1주일에 7일을 일하는 엘리사와의 데이트 시간을 얻기 위해 갖은 수를 짜낸다. 제나와 트레이시는 쇼 스태프를 위해 특별한 공연을 준비한다. |
| 9    | Retreat to Move Forward              | 2009.1.22  | 짧은 GE 사직 기간에 부시 행정부에서 일했던 악몽과 CEO승진 좌절을 극복하기 위해 잭은 식스 시그마 행사에 참석한다. 리즈도 동행한다. 제나가 제니스 조플린 역을 하기 위해 연습하는 것을 본 프랭크가 그녀를 골려먹기 위해 엉뚱한 일을 꾸민다. 트레이시가 당뇨병 판정을 받자 케네스는 그가 단 것을 먹지 못하게 말리기 위해 사력을 펼친다. 식스 시그만 행사에서 연사로 나선 잭은 무선마이크가 켜진 것도 모르고 엉뚱한 소리를 해대다 문제가 커진다. 리즈는 이를 막기 위해 살신성인의 깜짝 쇼를 펼친다.                                                                                   |
| 10   | Generalissimo                        | 2009.2.5   | 월스트리트 출신의 엘리트들이 대거 방송국으로 몰려오면서 트레이시가 그들과 어울리다 파김치가 되어 버린다. 잭과 엘리스의 연애전선의 걸림돌은 바로 엘리스의 모친. 그녀가 좋아하는 TV프로그램에 출연하는 악당 장군(제네랄시모)이 잭과 닮았다는 이유 하나 때문이다. 잭은 엘리스의 사랑을 얻기 위해 그 스페인어 방송국을 인수하고는 드라마 내용을 아예 바꿔버린다. 한편 리즈는 잘못 배달된 이웃사람의 편지들 때문에 이웃에 대한 환상을 품기 시작한다. |
| 11   | St. Valentine's Day                  | 2009.2.12  | 발렌타인 데이. 리즈는 이웃 닥터 드류 베어드(존 햄)과 첫 번째 데이트를 하게 된다. 잭은 엘리스와 근사한 저녁 데이트를 생각하지만 독실한 신자인 엘리스를 따라 푸에토리코 성당에서 철야 미사를 함께 지내게 된다. 케네스는 새로 들어온 스태프와 사랑에 빠지고 트레이시가 이들의 데이트를 도와준다. |
| 12   | Larry King                           | 2009.2.26  | 잭은 엘리사와의 관계를 좀더 발전시키기 위해 애쓴다. 트레이시는 래리 킹 라이브 프로그램에 출연하여 아시아금융위기가 미국에 미치는 영향에 대하여 황당무계한 주장을 펼친다. 이 때문에 시청자들은 대혼란을 겪는다. 트레이시는 자신의 현금을 방송국 어딘가에 숨겨둔다고 하자 TGS 스태프들이 소동을 일으킨다. 택시에 핸드폰을 두고 내린 리즈는 핸드폰을 찾아 우범지역의 택시회사를 찾아가고 케네스가 친구로 동행한다. |
| 13   | Goodbye, My Friend                   | 2009.3.5   | 아이를 입양하고 싶어 안달이 난 리즈는 도넛 가게에서 일하는 십대 임신소녀에게 친절을 베푼다. 케네스는 트레이시가 생일도 한번 지내보지 못했다는 것을 알고는 그를 위해 깜짝 파티를 준비한다. 잭은 프랭크가 자신과 비슷한 인생유전을 겪었다는 사실을 알고는 법대에 진학하여 공부를 계속하라고 힘을 북돋워 준다. 잭과 프랭크는 심야에 존 리스고가 출연하는 《Harry and the Hendersons》을 보며 동질감을 느끼기도 한다. |
| 14   | The Funcooker                        | 2009.3.12  | 리즈는 재판정 배심원으로 참여해라는 소환을 받고 방송국을 잠시 비운다. 그 사이 케네스가 스태프들을 관리하게 된다. 제나는 영화와 방송일을 거듭하다 방송사고를 내자 닥터 스페이스맨을 찾아가 각성제를 처방받는데 약효가 보통이 아니다. 트레이시는 방송 중 욕설을 하여 FCC로부터 거액의 벌금을 물게 되지만 오히려 자신이 자신의 프로그램 광고를 다 사서는 광고를 통해 하고 싶은 욕설을 퍼붓는다. 잭 도나기는 GE가 새로이 개발한 미니 전자렌지의 이름을 짓기 위해 고심하는데 케네스가 '펀쿠커'를 제시한다. 그런데 알고 보니 펀쿠커는 트레이시가 자주하는 부적절한 용어 중의 하나였다. |
| 15   | The Bubble                           | 2009.3.19  | 리즈의 새 남친 닥터 드류는 타고난 외모로 모든 사람의 호의와 주목을 받는데 익숙하다. 리즈는 드류가 거품 속 환상 속에 살고 있다며 깨어나기를 바란다. 잭은 트레이시와의 협상 재계약에 고심한다. 하지만 비디오게임으로 큰 돈을 번 트레이시는 별 관심이 없다. 제나는 대중의 관심을 받기 위해 생방송에서 자신의 금발머리를 자르는 깜짝쇼를 연출한다. |